# Bonprix (vente par correspondance)
Pour les articles homonymes, voir Bonprix.
Bonprix est une entreprise allemande de commerce en ligne est un fournisseur allemand de mode, spécialisée dans le prêt-à-porter. L'entreprise est une filiale de l'Otto Group, dont le siège principal se trouve à Hambourg, et elle est active dans plus de 25 marchés, principalement en Europe.
En tant que fournisseur multicanal, l'entreprise exploite des boutiques en ligne ou mobiles et la vente par correspondance sur catalogue. Au cours de l'exercice 2020/21, la part des ventes en ligne représentait environ 88 % du chiffre d'affaires, et plus de 54 % du chiffre d'affaires ont été réalisés à l'international.

## Historique
Bonprix est créé en 1986 par Hans-Joachim Mundt et Michael Newe. En 1989, Bonprix atteint un chiffre d'affaires d'un million de Deutsche Mark. Depuis les années 1990, Bonprix a étendu ses activités commerciales à l'international. Bonprix France a été créé en 1991 à Tourcoing, dans les Hauts-de-France. Depuis les années 1990, Bonprix a étendu ses activités commerciales à l'international.

### Développement du modèle commercial
En 1997, Bonprix lance son site de vente en ligne. Le premier catalogue Bonprix a été lancé en 1986. En 2010, le chiffre d'affaires dépasse pour la première fois le milliard d'euros. En 2011, le premier site web de Bonprix pour appareils mobiles a vu le jour en Allemagne, suivi par des boutiques mobiles internationales. En 2016, l'application Bonprix a été mise sur le marché.
Le premier magasin physique a ouvert en 1999 à Hambourg. D'autres boutiques ont ensuite été créées en Allemagne et dans d'autres pays. À partir de 2016, le réseau de magasins de l'entreprise a été restructuré ; la plupart des points de vente ont été fermés d'ici à 2020. En 2019, Bonprix a ouvert à Hambourg le « fashion connect Store », un projet pilote de boutique intégrant des technologies numériques pour un shopping assisté. Cette boutique a été définitivement fermée en 2023, marquant l'arrêt complet des activités de vente au détail physiques de Bonprix.

## Structure de l'entreprise
Le groupe Bonprix comprend sept entités, toutes faisant partie de l'Otto Group. Au cours de l'exercice 2023/2024, le groupe Bonprix a réalisé un chiffre d'affaires de 1,52 milliard d'euros, ce qui en fait l'une des entreprises les plus performantes de l'Otto Group. Bonprix distribue ses produits dans plus de 25 pays et emploie environ 2 500 collaborateurs.

## Assortiment
L'assortiment de produits de Bonprix comprend des vêtements, des chaussures et des accessoires pour femmes, hommes et enfants, ainsi que des textiles d'intérieur, des meubles et des articles de décoration. Les collections sont conçues en interne et produites sur commande. Bonprix commercialise presque exclusivement ses propres marques, à l'exception du segment des chaussures, où des marques externes sont également proposées. Aux États-Unis, la filiale de Bonprix, Venus Fashion Inc., propose des vêtements et des maillots de bain sous la marque « Venus ».

## Canaux de distribution
L’entreprise commercialise son assortiment principalement via des boutiques en ligne ou mobiles, ainsi que par catalogues. Le site bonprix.fr est le principal canal de commande, avec un assortiment d’environ 30 000 articles.
Depuis 1996, le partenaire logistique de Bonprix est Hermes Fulfilment, une filiale de l'Otto Group.

## Stratégie de durabilité
Depuis 2017, Bonprix met en oeuvre une stratégie de durabilité explicite, par example en utilisant de plus en plus de matériaux durables et des solutions plus respectueuses du climat. L'entreprise investit également dans des innovations techniques et améliore la transparence de sa chaîne d'approvisionnement,. En 2021, environ la moitié des matériaux textiles utilisés provenaient de fibres obtenues de manière durable.

## Distinctions
- 1ère place dans la catégorie « Mode et Accessoires » lors de la remise du Prix allemand du commerce en ligne 2019[22].